# Kyjovice (zámek)
Zámek Kyjovice byl postaven v roce 1783 hrabětem Quidem Antonínem z Kalkreuthu v barokním slohu. U příjezdové cesty k zámku stojí dvě barokní plastiky, socha sv. Jana Nepomuckého a sv. Floriána z konce 18. stol.

## Historie
V první polovině 19. století byl majitelem hrabě Arnošt Falkenhain z Glošku, který nechál zámek upravit v empírovém slohu, v němž se dochoval až dodnes. V tu dobu byl založen i okolní park se vzácnými dřevinami.
Od roku 1915 je majitelem Bedřich Theodor hrabě Stolberg. Rod Stolbergů byl na zámku v Kyjovicích až do roku 1945, kdy byl z Kyjovic vypovězen a majetek byl převeden pod správu Charity.
Počátkem roku 1950 byla v prostorách zámku zřízena Okresní pomocná škola, která však neměla dlouhého trvání. Již o rok později zde zahájila činnost Krajská škola pro mládež. V roce 1957 ji nahradila Družstevní učňovská škola obchodní a kuchařská. Od roku 1966 přešel zámek do rukou Okresního výboru, Odboru sociálního zabezpečení a od roku 1967 je v zámku umístěn domov důchodců. V letech 1999 – 2002 prošla budova zámku rozsáhlou rekonstrukcí.